# Kanton Aix-en-Othe
Kanton Aix-en-Othe (fr. Canton d'Aix-en-Othe) je francouzský kanton v departementu Aube v regionu Grand Est. Tvoří ho 38 obcí. Před reformou kantonů 2014 ho tvořilo 10 obcí.

## Obce kantonu
od roku 2015:
| - Aix-en-Othe - Auxon - Bercenay-en-Othe - Bérulle - Bucey-en-Othe - Chamoy - Chennegy - Chessy-les-Prés - Coursan-en-Othe - Courtaoult - Les Croutes - Davrey - Eaux-Puiseaux - Ervy-le-Châtel - Estissac - Fontvannes - Maraye-en-Othe - Marolles-sous-Lignières - Messon | - Montfey - Montigny-les-Monts - Neuville-sur-Vanne - Nogent-en-Othe - Paisy-Cosdon - Palis - Planty - Prugny - Racines - Rigny-le-Ferron - Saint-Benoist-sur-Vanne - Saint-Mards-en-Othe - Saint-Phal - Vauchassis - Villemaur-sur-Vanne - Villemoiron-en-Othe - Villeneuve-au-Chemin - Vosnon - Vulaines |

před rokem 2015:
- Aix-en-Othe
- Bérulle
- Maraye-en-Othe
- Nogent-en-Othe
- Paisy-Cosdon
- Rigny-le-Ferron
- Saint-Benoist-sur-Vanne
- Saint-Mards-en-Othe
- Villemoiron-en-Othe
- Vulaines